# West Conshohocken, Pennsylvania
West Conshohocken, Pennsylvania (енгл. West Conshohocken) град је у америчкој савезној држави Пенсилванија.

## Демографија
По попису из 2010. године број становника је 1.320, што је 126 (-8,7%) становника мање него 2000. године.
| Група             | 2000.         | 2010.         |
| Белци             | 1.347 (93,2%) | 1.154 (87,4%) |
| Афроамериканци    | 41 (2,8%)     | 47 (3,6%)     |
| Азијати           | 26 (1,8%)     | 44 (3,3%)     |
| Хиспаноамериканци | 15 (1,0%)     | 48 (3,6%)     |
| Укупно            | 1.446         | 1.320         |